# نبيلة معن
نبيلة عبدلاوي معن (6 ديسمبر، 1987، فاس) مغنية وملحنة وشاعرة مغربية، تتميز اختياراتها الموسيقية بالتجديد حيث اعتمدت الإيقاعات الحديثة وجرّبت المزج بين الأنماط الموسيقية الرائجة.
تم توشيحها سنة 2015 بمناسبة الذكرى ال52 لميلاد ملك المغرب محمد السادس في قصر مرشان بطنجة، بوسام المكافأة الوطنية من درجة فارس.

## مسيرتها
لقبها يدل على انحدارها من أسرة معن الأندلسي التي هاجرت من الأندلس واستوطنت حاضرة فاس.
درست الموسيقى والتلحين في المعهد العالي للموسيقى وتعلمت العزف على القيثارة وكانت البداية في سنّ 16 بتقديم أغنية نظمت كلماتها شقيقتها التي تولت فيما بعد كتابة أغلب أغاني نبيلة معان.
أصدرت نبيلة معان سنة 2008 أوّل ألبوم غنائي خاص بها بعنوان «دنيا» في تعامل مع شركة بلاتنيوم للإنتاج الموسيقي، وقد بدا من خلال أغاني الألبوم التأثّر الكبير بمجموعة ناس الغيوان المغربية وقد تضمّن الألبوم أغنيتهم «الله يا مولانا» التي قدمتها بصفة مشتركة مع الفنان عمر السيد. كما نجح من أغاني الألبوم أغنية «اسينيا» التي تميّزت باعتمادها الموسيقى الإلكترونية.
أصدرت نبيلة معان ألبومها الثاني بعنوان «الطير العالي» وقد احتوى على أغنية والذي تميز بإثنا عشر أغنية باللهجة المغربية، العربية الفصحى والفرنسية. سنة 2012 بدأت تحضر ألبومها الثالث.
ترك منتجوا مسلسل بنات لالة منانة مهمة إبداع أغنية الجنيريك كلمات ولحنا وأداء إلى الثنائي نبيلة معان وطارق هلال، وكانت أولى خطوة في إنتاج هذه الأغنية الاتصال بطارق هلال طلبا لأغنية من توزيعه وألحانه تمتزج فيها إيقاعات الفلامنكو والموسيقى المغربية وأداء نبيلة معن، التي تكلفت بكتابة حتى كلمات الأغنية.

### ألبوم «عيش حياتك»
أطلقت ابتداءً من 25 أبريل 2013 ألبومها الثالث «عيش حياتك»، والذي يتضمن ولأول مرة أغنية بلغة أمازيغية من شعر أحمد العسري أمزال وألحان طارق هلال. يدور الألبوم حول الدعوة إلى عيش الحياة والاستمتاع بها والتغني بالحب والأمل في الحياة. تضمن الألبوم تسع قطع وهي «عيش حياتك» عنوان الألبوم و«اللي شاغل بالي» و«اختار» وهي من كلمات وألحان نبيلة معن و«قل لي» من شعر الفنانة نفسها وألحان يوسف الراجي، و«قل في شعرا» من شعر والدها محمد العبدلاوي معن، وألحانها و«إسي تريت» (هل تحبني بالأمازيغية) و«علاش» و«احكي لي» من كلمات نبيلة معن وألحان طارق هلال، وأغنية «رد بالك» من شعر وتلحين نبيلة معن.

## أعمالها
- دنيا، ألبوم، 2008.
- الطير العالي، ألبوم، 2010.
- احكيلي، أغنية، ألبوم «مروكو ويد لوف»، «فرانس يان».[5]
- عيش حياتك، ألبوم، 2013.[6]
- دلال الأندلس، ألبوم، 2017.
- أه يا سلطاني، منفردة 2019

## وصلات خارجية
- موقع رسمي
- ماي سبيس رسمي
- نبيلة معن على اليوتيوب.